# دهستان عقدا
عقدا، دهستانی از توابع بخش عقدا شهرستان اردکان در استان یزد ایران است.

## جمعیت
براساس سرشماری سال ۱۳۸۵ جمعیت آن ۱٬۴۶۹ نفر (۴۷۴ خانوار) بوده‌است.